# 察日脆蒴报春
察日脆蒴报春（学名：Primula tsariensis）为报春花科报春花属下的一个变种。

## 扩展阅读
維基物種上的相關：察日脆蒴报春